# Communio (časopis)
Mezinárodní katolická revue Communio je přední teologický časopis, založený v roce 1972 Josephem Ratzingerem (později přijal jméno Benedikt XVI.), Hansem Ursem von Balthasarem, Henri de Lubakem a dalšími. Communio je nyní vydáváno v 15 jazycích (němčině, angličtině, češtině a mnoha dalších) a stalo se jedním z nejdůležitějších katolických odborných časopisů. Každá jazyková verze vydává nezávisle články nebo články přeložené z jiné jazykové verze časopisu. 